# Chiesa di San Lorenzo (Mazzolla)
La chiesa di San Lorenzo è un edificio di culto situato a Mazzolla, nel comune di Volterra, in provincia di Pisa, diocesi di Volterra.

## Storia
È ricordata dal 1276 e le faceva capo tutto il vasto territorio del Berignone, foresta vescovile divenuta demaniale per incameramento.
Nel 1579 le fu decretata l'erezione del fonte battesimale.

## Descrizione dell'edificio
L'edificio ad una sola navata, con copertura a capriate, presenta una facciata a vela, intonacata in seguito a restauri avvenuti nel 1806. Ad aula unica, senza abside, con la facciata volta a ponente, la chiesa conserva nei fianchi l'originale paramento medievale, mentre nel secolo scorso la facciata è stata modificata sovrapponendovi caratteri eclettici.
All'interno una tela di Cosimo Daddi di fine Cinquecento, raffigurante l'Immacolata Concezione, orna l'altare maggiore.

## Opere già in loco
- Una piccola tavola raffigurante una Madonna con il Bambino, attribuita al Maestro di Monterotondo (XIV secolo) è conservata attualmente nel Museo diocesano di arte sacra di Volterra.